# Sergueï Berezoutsky
Vous pouvez aider à l'améliorer ou bien discuter des problèmes sur sa page de discussion.
- Il ne cite pas suffisamment ses sources. Vous pouvez indiquer les passages à sourcer avec {{référence nécessaire}} ou {{Référence souhaitée}}, et inclure les références utiles en les liant aux notes de bas de page. (Marqué depuis avril 2021)
- Son texte doit être wikifié : il ne correspond pas à la mise en forme Wikipédia (style, typographie, liens internes, liens entre les wikis, etc.). (Marqué depuis février 2021)
- Il est orphelin : moins de trois articles lui sont liés. Aidez à ajouter des liens en plaçant le code [[Sergueï Berezoutsky]] dans les articles relatifs au sujet. (Marqué depuis avril 2021)

- Archive Wikiwix
- Bing
- Cairn
- DuckDuckGo
- E. Universalis
- Gallica
- Google
- G. Books
- G. News
- G. Scholar
- Persée
- Qwant
- (zh) Baidu
- (ru) Yandex
- (wd) trouver des œuvres sur Wikidata

Pour les articles homonymes, voir Berezoutski.
Sergueï Berezoutsky (en russe : Сергей Анатольевич Березуцкий) est un chef cuisinier et restaurateur russe, chef du restaurant Twins Garden à Moscou. Il est le frère jumeau du restaurateur Ivan Berezoutsky.

## Biographie

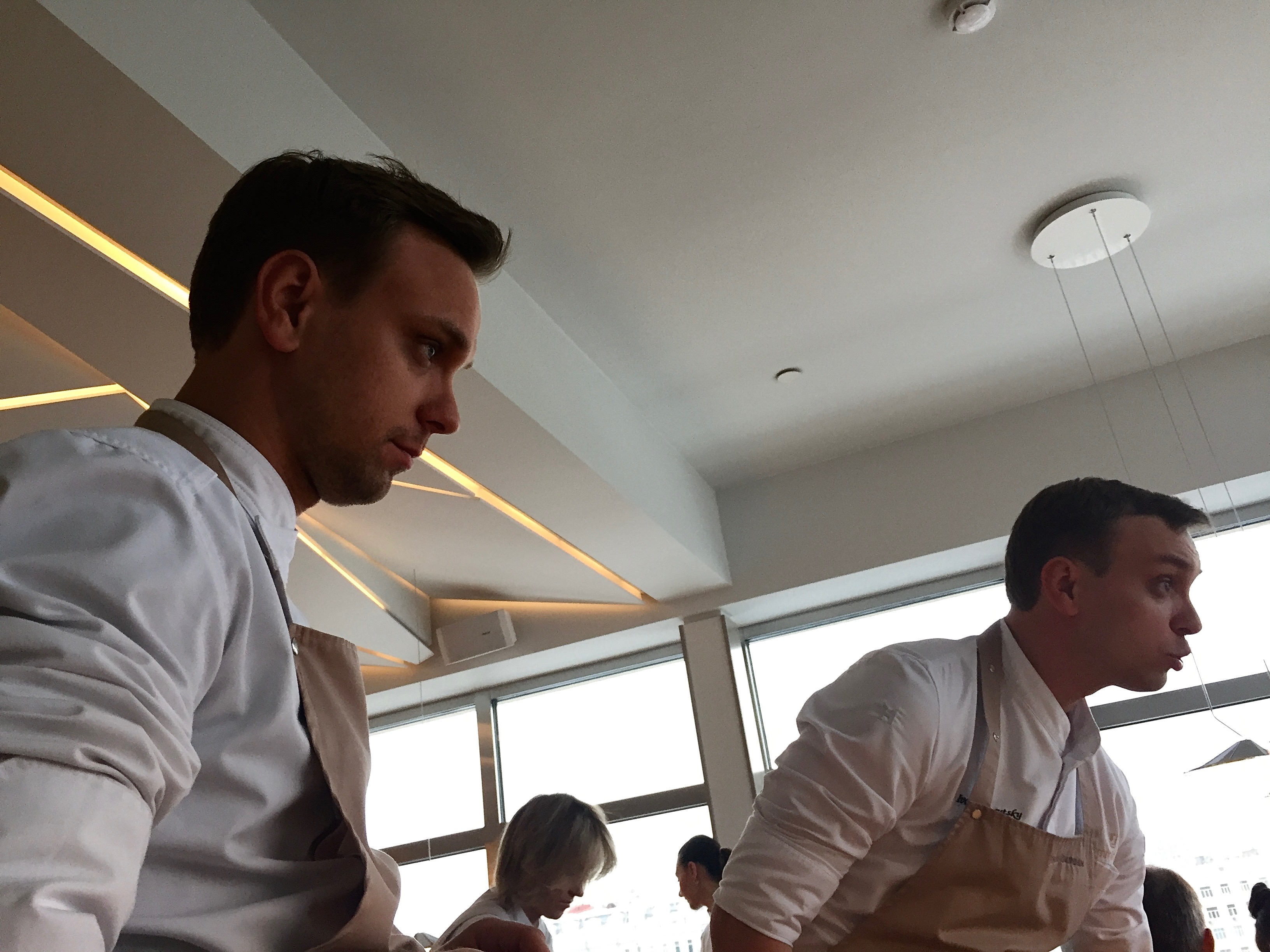
Ivan et Sergueï Berezoutsky au restaurant Twins Garden (2021)

Après la 9e année, Sergei est allé dans une école professionnelle pour étudier le métier de cuisinier. Après avoir obtenu son diplôme universitaire avec mention, il a commencé à travailler dans un restaurant local, puis a accepté une offre du pub Liverpool à Saint-Pétersbourg. Il combine ce travail avec l'enseignement par correspondance dans la branche de Rostov de l'Université d'État de technologie de Moscou, spécialisée dans «la technologie des produits et l'organisation de la restauration publique».
Ayant déménagé à Moscou, Sergueï a travaillé au restaurant Varvara avec Anatoly Komm, au restaurant Doce Uvas avec Andrian Ketglas, et en 2010 il a dirigé la cuisine Grand Cru.
En 2011, Sergueï a effectué un stage au restaurant Alinea de Chicago (l'un des 50 meilleurs restaurants du monde[réf. nécessaire]). En 2013 - il a dirigé la cuisine du restaurant moscovite "Tel quel". En 2014, après avoir remporté le concours national des jeunes chefs "Silver Triangle", il a représenté la Russie au concours international "S.Pellegrino Cooking Cup" et a gagné, devenant ainsi le premier chef de Russie à obtenir un tel résultat. En préparation pour la compétition, Sergueï a été aidé par son frère jumeau Ivan.
En 2014, avec son frère jumeau Sergueï, il ouvre le restaurant Twins à Moscou, qui en 2016 a été inclus dans la liste des 100 meilleurs restaurants du monde selon The World's Best Restaurants, en prenant la 75e place.  
Depuis 2017, sous la direction d'Ivan et Sergueï Berezoutsky, le projet «Twins Farm» est mis en œuvre dans la région de Kaluga. Là, ils produisent du poisson, des légumes, des herbes, du lait et des produits laitiers pour leurs restaurants. Depuis 2018, les frères organisent un festival gastronomique à la ferme, auquel sont invités chefs, restaurateurs et journalistes. L'idée principale est de vulgariser le format d'un restaurant avec sa propre ferme.
En 2018, le magazine GQ a reconnu Ivan et Sergueï Berezoutsky comme les meilleurs chefs, la même année, Twins Garden a été classé 72e dans le classement des meilleurs restaurants du monde et en 2019, il a été classé 19e dans le classement.
En novembre 2020, les Berezoutskys ont organisé le festival gastronomique «Twins Science» à Moscou.

### Augmentation de l'intensité de la saveur
Pour le traitement des légumes, une technologie est utilisée, que les Berezoutskys appellent «l'augmentation de l'intensité de la saveur du produit» en éliminant l'excès d'humidité. Par exemple, les tomates sont déshydratées dans un appareil spécial à très basse température (lyophilisation : congélation du produit puis congélation sous vide): l'humidité s'évapore et le goût frais est grandement amélioré.

### La bio-impression dans la cuisine
Les Berezoutskys sont les premiers chefs en Russie à utiliser la technologie de bio-imprimante 3D dans la production de plats:
«Il faut 17 minutes pour imprimer un calmar. Ensuite, il est frit dans une poêle pour que la protéine commence à fonctionner. Et déjà sur une assiette devant l'invité, ils versent de l'huile infusée de persil».

### Vins de légumes
Les Berezoutskys ont ouvert un nouveau thème de la gastronomie, celui des vins végétaux, qu'ils ont développé pendant six mois, en choisissant huit des quarante types de légumes comme matière pour le vin. Cela a été fait afin de maximiser le potentiel des légumes dans un format innovant de vinification végétale, en utilisant toutes ses technologies.